# 오송솔미초등학교
오송솔미초등학교(梧松솔미初等學校)는 충청북도 청주시에 있는 공립 초등학교이다.

## 학교 연혁
- 2025년 3월 1일 : 개교